# Dallon
Dallon ist eine französische Gemeinde mit 431 Einwohnern (Stand: 1. Januar 2022) im Département Aisne in der Region Hauts-de-France; sie gehört zum Arrondissement Saint-Quentin und zum Kanton Ribemont. Die Einwohner werden Dallonois genannt.

## Geografie
Die Gemeinde Dallon liegt etwa vier Kilometer südwestlich von Saint-Quentin in der Landschaft Noyonnais, am Canal de Saint-Quentin und an der Somme, die die Gemeinde im Südosten begrenzt. Nachbargemeinden von Dallon sind Francilly-Selency im Norden, Saint-Quentin im Osten, Grugies im Südosten, Castres im Südosten und Süden, Fontaine-lès-Clercs im Südwesten und Westen sowie Savy im Westen. In Dallon überquert die Autoroute A26 das Somme-Tal.

## Bevölkerungsentwicklung
| Jahr                       | 1962 | 1968 | 1975 | 1982 | 1990 | 1999 | 2006 | 2013 | 2021 |
| Einwohner                  | 274  | 300  | 363  | 369  | 395  | 403  | 381  | 423  | 438  |
| Quellen: Cassini und INSEE |      |      |      |      |      |      |      |      |      |

## Sehenswürdigkeiten

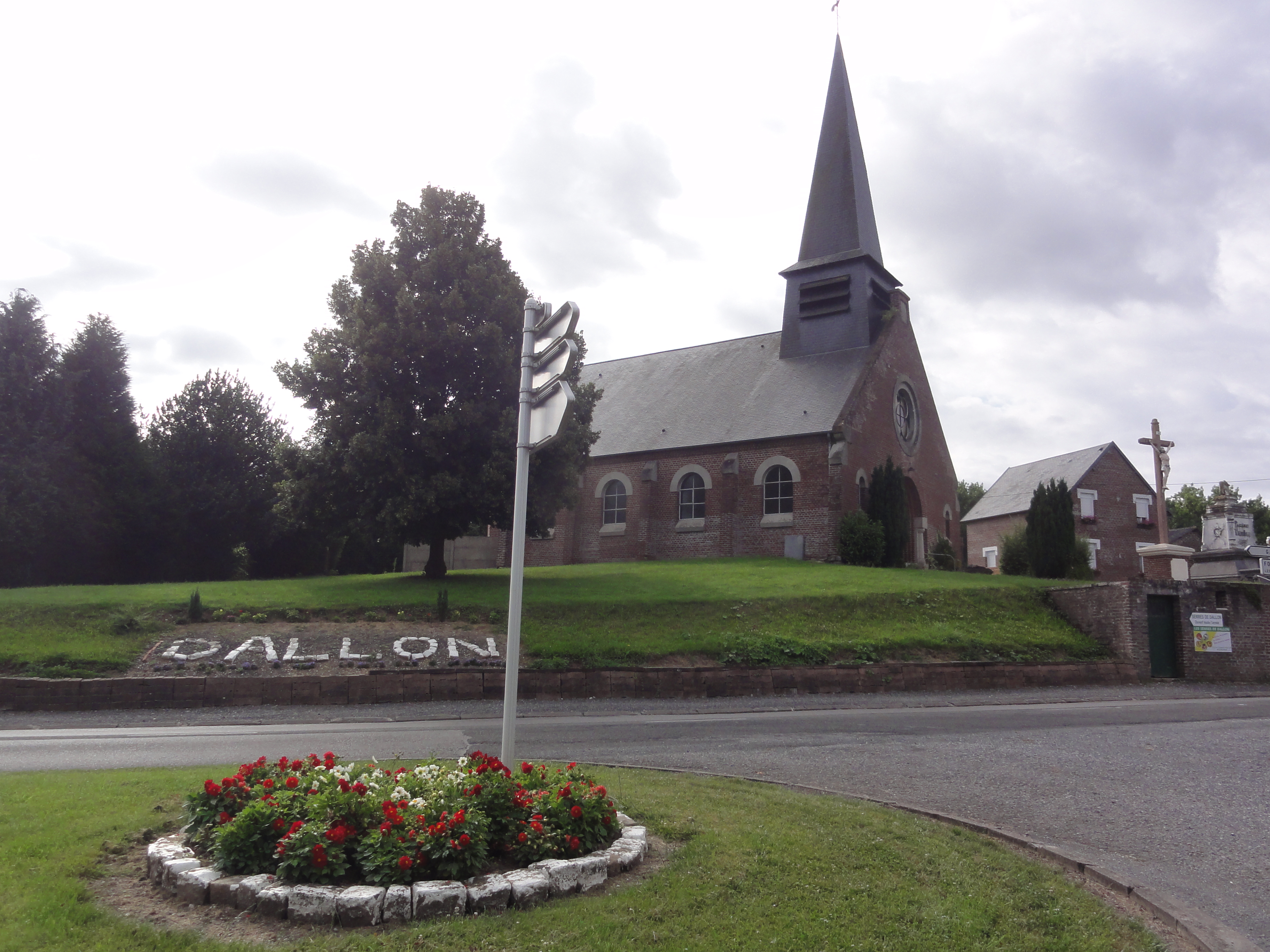
Kirche Saint-Médard
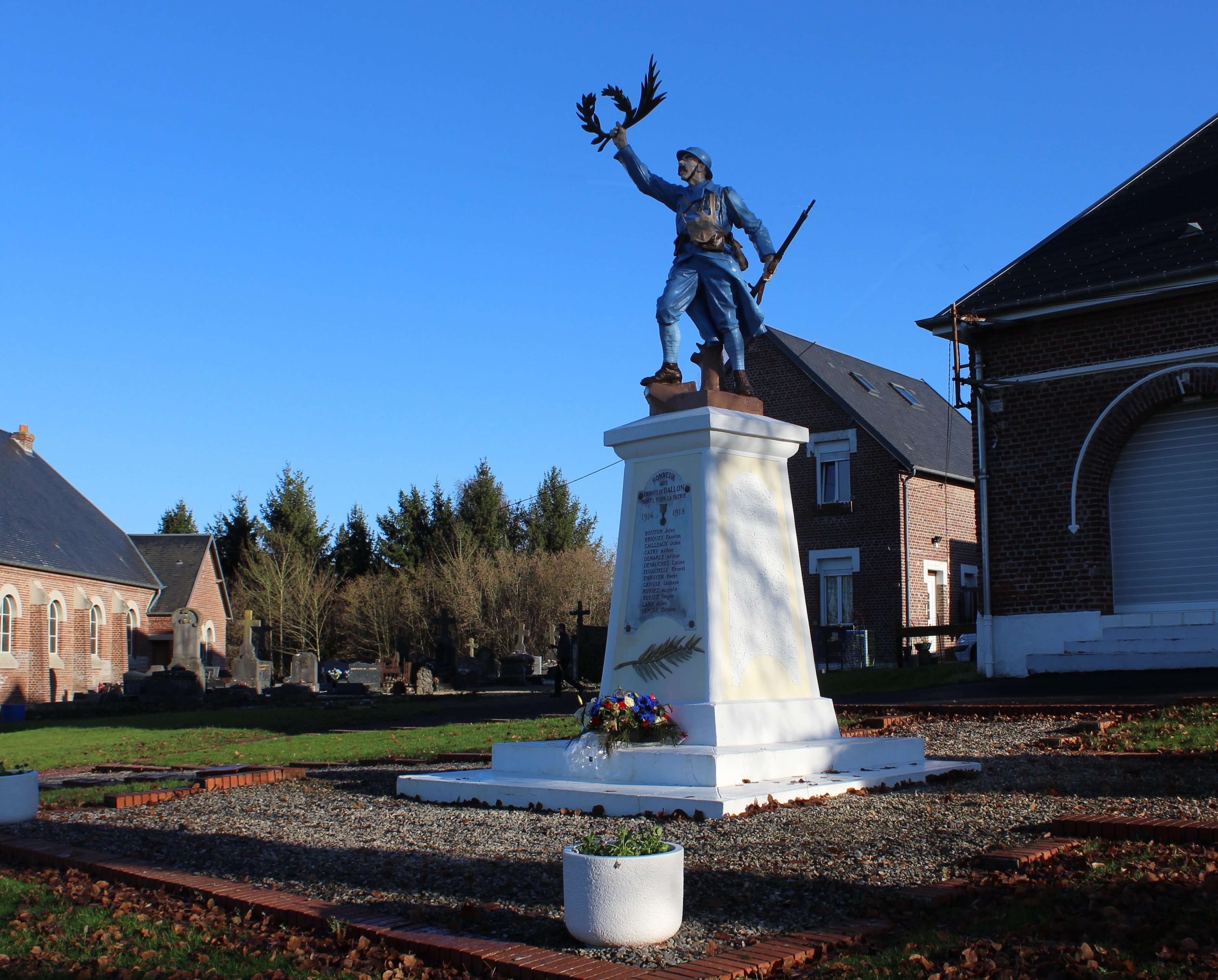
Wasserturm

- Kirche Saint-Médard
- Gefallenendenkmal